# Kvickrot
Kvickrot (Elytrigia repens (L.) Desv. ex Nevski) är ett perent C3-gräs. Den är ursprungligen från Europa, men är numera utspridd över större delen av världen, framförallt i den tempererade zonen. Kvickrot har förökning i såväl sexuell form genom frön som i asexuell form genom underjordiska stamdelar. De underjordiska stamdelarna, rhizom, fungerar även som lagringsorgan; främst för kolhydrater. Att rhizomen skjuter nya skott om de sönderdelas och att herbicider generellt inte lagras ner i rhizomen gör att kvickrot är relativt motståndskraftig mot de flesta herbicider och jordbearbetningsmetoder. Därför var kvickrot ett stort problem inom både jordbruket och trädgårdsodlingen innan glyfosat upptäcktes och togs i bruk på 1970- och 1980-talen. Numera anses kvickrot främst vara ett problem inom ekologisk odling, där den, tillsammans med andra perenna ogräs, ses som ett av de främsta hindren för ett jordbearbetningsfritt jordbruk.

## Beskrivning
Kvickrot är hexaploid (oftast 2n = 42). Stråna är tunna och ihåliga, dovt gröna eller något blå-gröna, med tre till fem noder. Den kan växa sig så hög som 30–120 cm, beroende på omgivande vegetation, klimat, resurser eller om den växer i tuvor eller enskilda strån. Bladen som har liknande färg som skotten, är 9–13 mm breda, 6–30 cm långa, är spetsiga och något sträva. Bladslidan är rund på baksidan, delad på framsidan och med korta bladöron högst upp. Hårtäckningen på bladslidan varierar från kal till heltäckande. Snärpet är kort, mindre än 1 mm, membranlikt, trubbigt och ibland cilieförsett.
Axen är raka och uppåtstående, 5–30 cm långa, med grova kanter. Som resten av växten är axen gröna eller ibland blå-gröna. Blomaxeln är hård, men formationen varierar från lös till kompakt. Småaxen är styva; de växer något isär i två omväxlande rader på varsin sida om blomaxeln, den breda sidan tätt emot stråt. Småaxens är avlånga, elliptiska eller kilformade, 10–20 mm långa med 3–8 blommor. Dess fjäll är ibland trubbiga, ibland långt borstuddiga. Kvickrot blommar mellan juni och september på norra halvklotet.
Den karaktäristiska och viktigaste delen av kvickroten är dess underjordiska stamdelar, rhizom. Det är dessa som har gett den både dess latinska namn, repens, och dess svenska namn. ("Kvick" är dock ursprungligen motsatsen till död.) Dessa används för vegetativ förökning och för att lagra resurser, främst kolhydrater. Det mesta av rhizomen finns på 0–7,5 cm djup; sällan djupare än 15 cm. Utvecklade kvickrotplantor har 1–4 primära rhizomer, och från dem ett nät av sekundära rhizomer, som kan variera från noll till upp emot 150. Rhizomer kan bli 1 m långa, men blir oftast inte mer än 50 cm. Rhizomen delas upp av noder; vid noderna börjar rotsystemet, och där sitter groningsknoppar som kan utvecklas till antingen ovanjordiska skott eller till ny sidorhizom. 50 g rhizom brukar ha 200–400 noder.

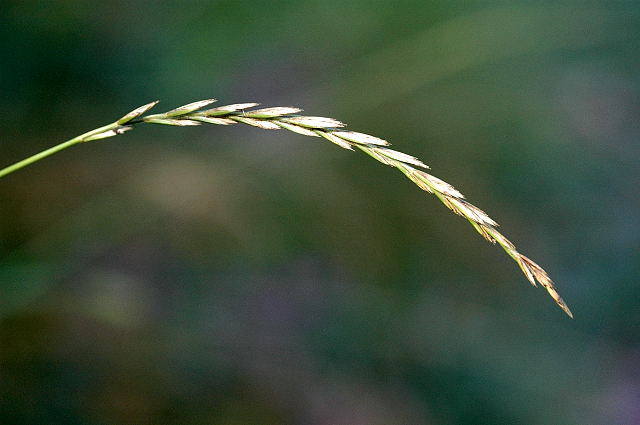
Kvickrotax
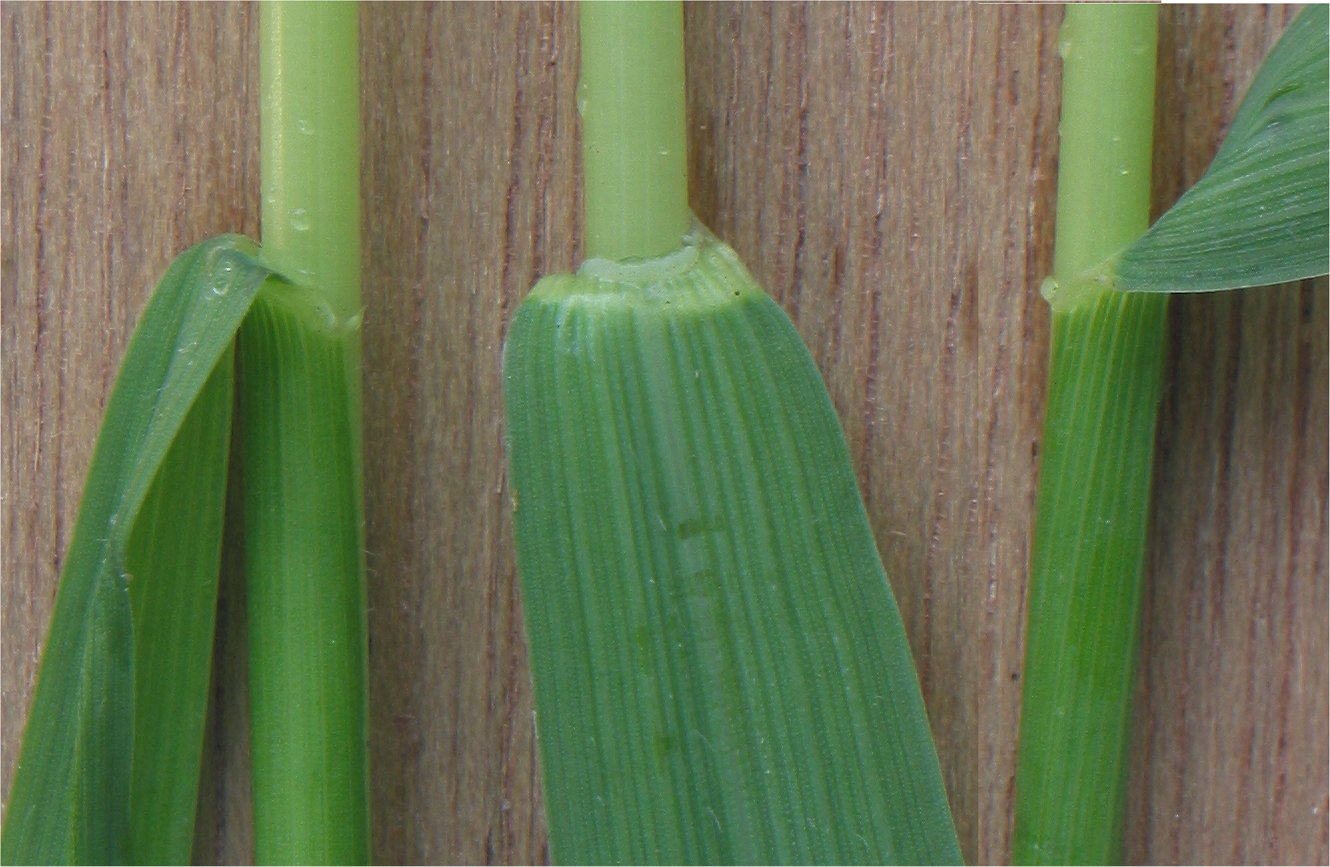
Kort snärp,  1 mm högt Detta examplar har förhållandevist lite hårväxt på bladslidan
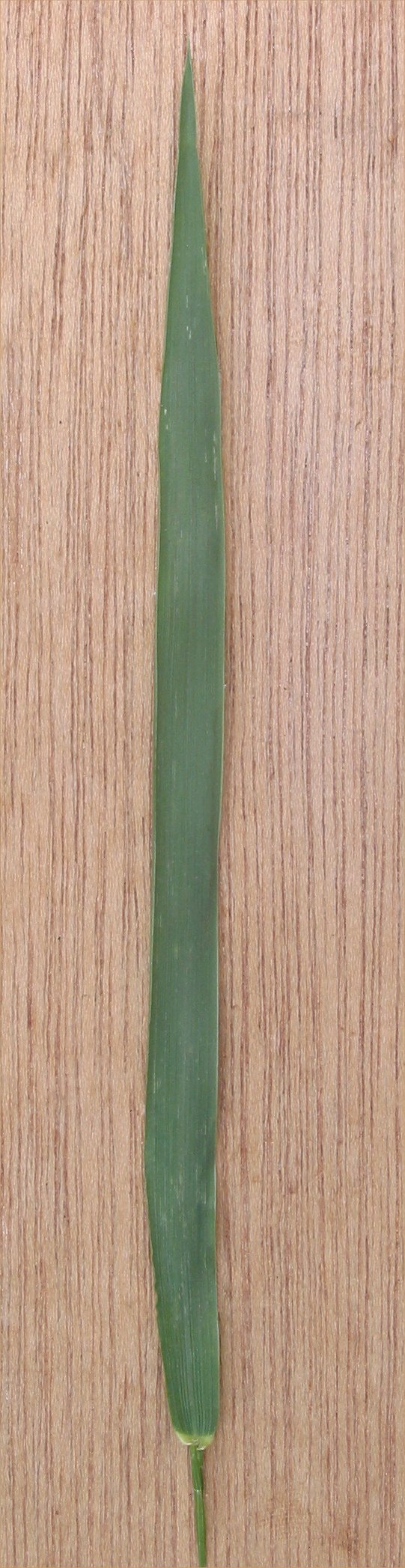
Exemplar med dovt gröna blad, mest parallella bladnerver och små bladöron
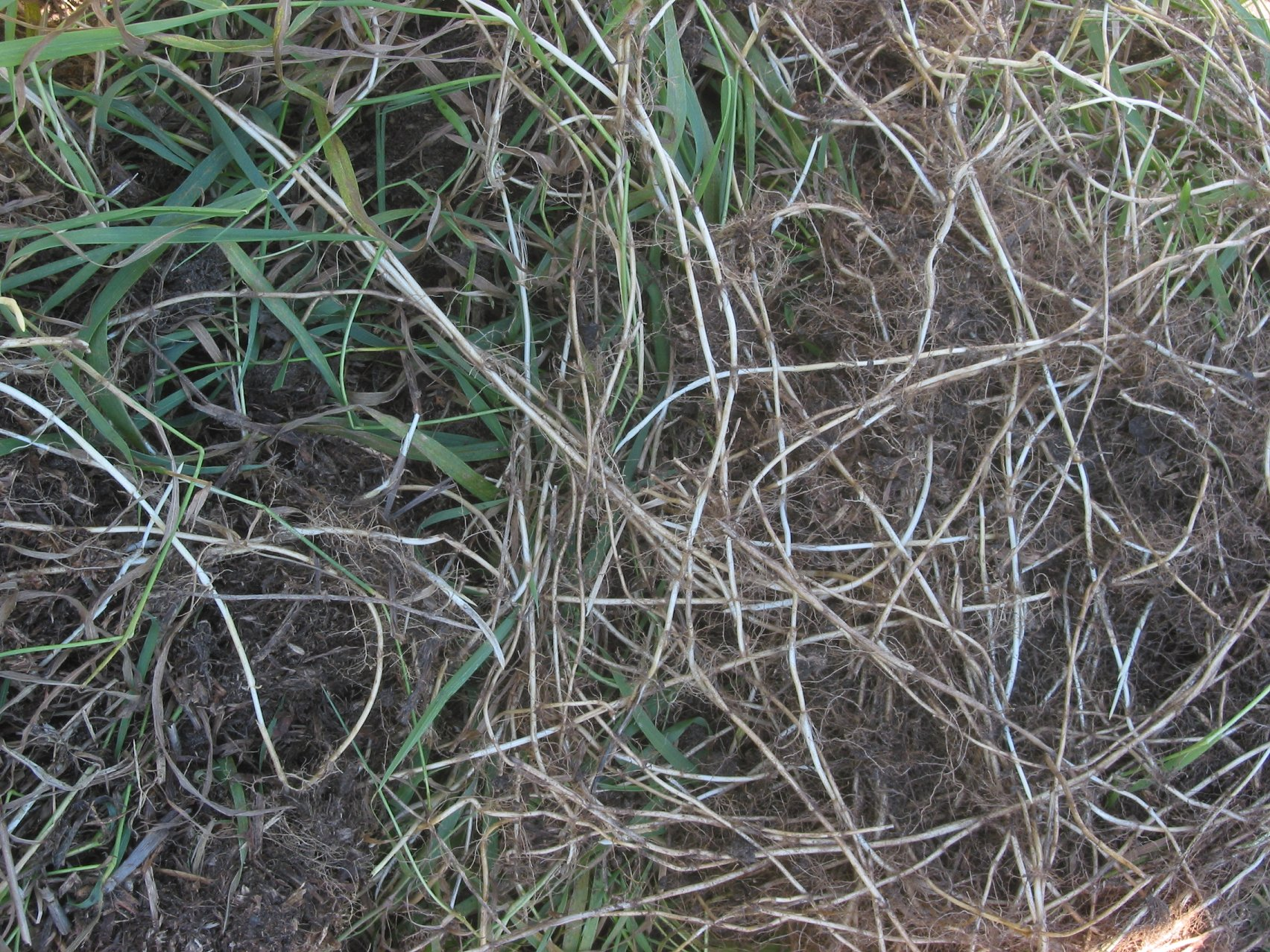
Rhizomer
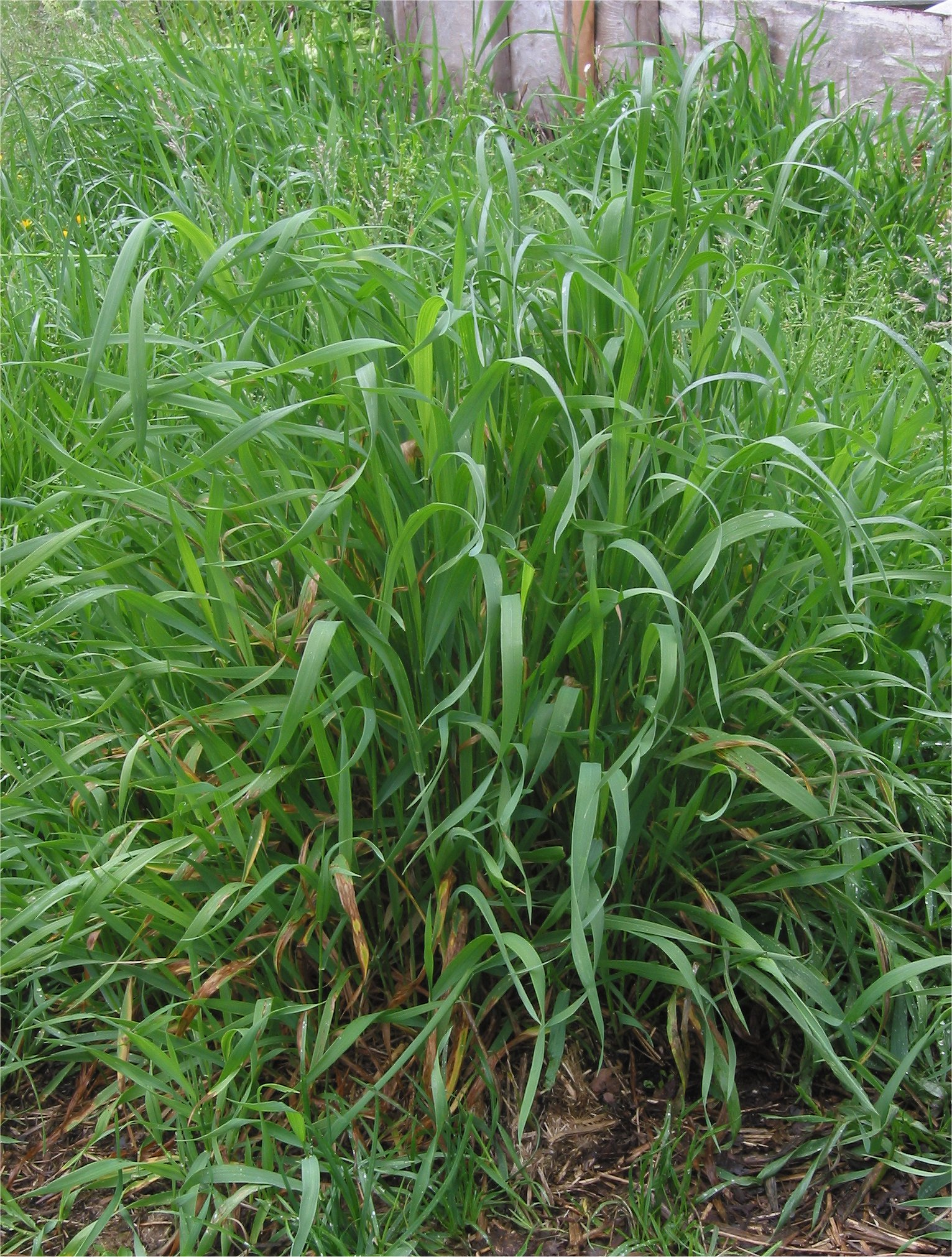
Kvickrot i tuva

## Utbredning
Kvickrot är en invasiv art. Den är ursprungligen från Europa, men är numera spridd över större delen av världen. Framförallt växer den i den tempererade zonen, d.v.s. Europa, Nordamerika, Nya Zeeland, Australien, och delar av Sydamerika, Asien och Afrika. Den finns till viss del även inom andra klimatzoner, men är då oftast inte lika invasiv, då den inte utvecklar rhizom i samma utsträckning. I USA finns den till exempel i alla delstater, men anses inte vara ett problematiskt ogräs söder om Washington D.C.
I Norden är det endast de högsta kalfjällen och Svalbard som saknar denna växt.

## Biotop
Kvickrot trivs bäst på störda, öppna ytor och påträffas ofta i trädgårdar och på åkrar, vägrenar, tippar och stränder. Den föredrar pH-värden mellan 6,5 och 8,0, men klarar ned till ca 4,5. Kvickrot klarar dessutom höga saltnivåer.

## Bekämpning
På platser där kvickrot utvecklar rhizom kan det vara ett svårbekämpat ogräs, som orsakar stora skördeförluster om det inte kan bemästras. Rhizomen ligger skyddade under jord och representerar ett resurslager som ständigt ger upphov till nya skott som i sin tur lagrar energi till rhizomen. Jämfört med åkertistel och åkermolke ligger de underjordiska lagringsorganen relativt grunt (de flesta på 0-7,5 cm djup, och mycket få djupare än 15 cm), vilket gör det lättare att komma åt dem med olika typer av markbearbetning. När den ovanjordiska biomassan förstörs eller begravs, eller rhizomen fragmenteras, så ger det dock upphov till en stor mängd nya skott. Det innebär att det oftast behövs mycket intensiv markbearbetning för att bekämpa kvickrot.
Under 1950, -60 och -70-talen utfördes en mängd experiment för att undersöka kvickrots biologi och hur effektiva olika bekämpningsmedel och mekanisk bearbetning var för att bekämpa kvickrot. Man upptäckte då att det var svårt hitta ett bekämpningsmedel som inte bara dödade den ovanjordiska biomassan utan även gick ned i rhizomen och därigenom hindrade ny skottbildning efter behandlingen. Det var inte förrän glyfosat upptäckts på 1970-talet som man fick ett medel som gav riktigt bra effekt, och som även var relativt säkert att använda. Sedan användning av glyfosat blivit populär försvann mycket av intresset för kvickrot som ogräs.
Där man inte vill använda kemiska bekämpningsmedel, till exempel ekologisk odling, använder man främst metoder för att trötta ut kvickrotrhizomen. Grödval är då den absolut viktigaste faktorn, då kvickrot kan föröka sig enormt i en konkurrenssvag gröda, eller i avsaknad av en gröda. Kvickrot kan dock ofta uppföröka sig även i de mest konkurrenskraftiga grödor, såsom korn eller vall, och fortsätter även att växa efter skörden, så för att förhindra förökning under året krävs ofta betydande markbearbetning. Den främsta mekaniska behandlingen är plöjning som kan ha en mycket starkt reducerade effekt på kvickrot. Plöjningen vänder ner kvickrotsplantorna så att rhizomen hamnar på plöjningsdjupet, och måste skjuta skott från långt nere i jorden. Ju mindre rhizombitarna är och ju djupare de är begravda, desto färre skott når ytan och desto svagare är de skott som gör det. Detta gör det svårare för kvickrot att konkurrera med andra växter eller att överleva ytterligare bearbetningar. Plöjning är dock inte alltid tillräckligt för att bekämpa kvickrot och måste då kombineras med andra behandlingar, t.ex. stubbearbetningar. 
Stubbearbetningar används för att trötta ut rhizomen före plöjningen. Bearbetningen förstör/begraver den ovanjordiska biomassan och drar runt/fragmenterar rhizomen, vilket ger ökad skottskjutning. Stubbearbetningen upprepas vid kompensationspunkten så att kvickroten inte hinner föra ner resurser till rhizomen och för att få den att skjuta nya skott igen och igen tills plöjningen sker. Kombinationen av stubbearbetningar och plöjning ger därför mycket högre effekt än vardera behandlingen för sig. Att endast klippa av den ovanjordiska biomassan kan även det ge effekt, även om det inte är lika effektivt som jordbearbetning. Det krävs dock väldigt många klippningar för att trötta ut kvickrot på det sättet.

## Användning
Inom folkmedicinen på medeltiden användes kvickrot mot blåskatarr.
På medeltiden användes torkade kvickrotrötter till rökelse.

## Bygdemål
| Namn              | Trakt              | Förklaring                                         | Referens |
| ----------------- | ------------------ | -------------------------------------------------- | -------- |
|                   |                    |                                                    |          |
| Axing             |                    |                                                    | [ 11 ]   |
| Efsing            |                    |                                                    | [ 11 ]   |
|                   |                    |                                                    |          |
| Eldrot            | Närke              |                                                    | [ 12 ]   |
| Exing             | Västerbotten       | I Småland menar man Hundäxing (Dactylus glomerata) | [ 13 ]   |
|                   |                    |                                                    |          |
| Gräsrot           | Skåne              |                                                    |          |
| Kvegga            | Bohuslän           |                                                    |          |
|                   |                    |                                                    |          |
| Kvecke            | Närke, Småland     |                                                    | [ 14 ]   |
| Kveka             | Värmland           |                                                    | [ 14 ]   |
|                   |                    |                                                    |          |
| Kveg              | Halland            |                                                    |          |
|                   |                    |                                                    |          |
| Kvicka            |                    |                                                    | [ 11 ]   |
| Kvicktåg, Kviktåg | Värmland           |                                                    | [ 14 ]   |
| Kvickvete         |                    | Allmänt brukat namn i början av 1800-talet         | [ 11 ]   |
| Rottågsgräs       |                    |                                                    | [ 15 ]   |
|                   |                    |                                                    |          |
| Röte              | Småland            |                                                    | [ 11 ]   |
| Tågtåðå           | Älvdalen (Dalarna) | ð är tonande d, eth                                | [ 15 ]   |